# André da Rocha
André da Rocha est une municipalité brésilienne située dans l'État du Rio Grande do Sul.